# La corsara. Ritratto di Natalia Ginzburg
La corsara. Ritratto di Natalia Ginzburg è un saggio di Sandra Petrignani, pubblicato per la prima volta nel 2018 dall'editore Neri Pozza.
Biografia della scrittrice Natalia Ginzburg, il libro ha avuto numerose edizioni in italiano e in tedesco.

## Storia editoriale
Nel 2018 l'opera ha ottenuto il Premio Dessì, sezione "narrativa";è stato inoltre presentato al Premio Strega 2018 da Biancamaria Frabotta, ed è entrato nella finale del premio, classificandosi al terzo posto.

## Contenuto
Il libro narra la storia di Natalia Levi, poi Ginzburg, poi Baldini. Sono rivisitati tutti i fatti documentati a proposito della scrittrice e riesaminati uno ad uno tutti i suoi libri, comprese le traduzioni. Anche l'abbondante attività giornalistica è citata e commentata in relazione ai molti eventi presi in considerazione. Una carrellata di ritratti di parenti, amici e rivali porta il libro a dipingere un quadro molto dettagliato della cultura italiana, soprattutto letteraria e politica, ma anche artistica e musicale.

## Personaggi

### Familiari
Giuseppe Levi e Lidia Tanzi, i genitori; Gino Levi Martinoli, primo dei fratelli maggiori; Paola, sposata ad Adriano Olivetti e madre di Roberto Olivetti, la sorella maggiore; Mario Levi e Alberto Levi, i successivi fratelli maggiori; Leone Ginzburg, marito di Natalia e padre dei suoi primi tre figli; Carlo Ginzburg, figlio maggiore di Leone e Natalia; Andrea e Alessandra Ginzburg, fratelli di Carlo; Gabriele Baldini, secondo marito di Natalia e padre di Susanna Baldini e Antonio (vissuto appena un anno).

### Negli anni '30 e '40
Carlo Levi, Cesare Pavese, Giulio Einaudi, Massimo Mila, gruppo di riferimento antifascista e fondatori della Giulio Einaudi Editore; Alfredo Polledro, grande traduttore dal russo e Agostino Villa, scoperto da Ginzburg come traduttore sempre dal russo; Pitigrilli, causa prima delle denunce che colpirono il movimento antifascista.

### Nei decenni successivi
Alberto Moravia, Elsa Morante, Mario Tobino, Mario Soldati, Dacia Maraini, Cesare Garboli, Renata Colorni, Rosetta Loy, Silvio Micheli, Primo Levi, Italo Calvino, Adriana Asti, Giorgio Bassani. Inoltre l'autrice, Sandra Petrignani.

## Edizioni
- Sandra Petrignani, La corsara: ritratto di Natalia Ginzburg, Pozza, Vicenza 2018
- Sandra Petrignani, La corsara: ritratto di Natalia Ginzburg, BEAT, Vicenza 2020